# Inter Ecclesias
Inter Ecclesias je međunarodni susret upoznavanja mladih katolika iz dvaju naroda. Program boravka sadrži da gosti u pratnji domaćih mladih vjernika, obilaze kulturno-povijesne znamenitosti mjesta u kojima borave, uživaju u ljetnim radostima, imaju svakodnevne duhovne programe koji se sastoje od dnevnih misa, zajedničke molitve časoslova, euharistijskog klanjanja, prigodnih kateheza, razmjene svjedočanstava o značenju vjere u njihovim životima, evangelizacijskih trenutaka, kao i vremena međusobnog upoznavanja te upoznavanja s kulturnim obilježjima i svakodnevnim izazovima svake Crkve. Projekt Inter Ecclesias je projekt koji sudionicima omogućuje bolje se upoznati, unutar Crkve u drugim kršćanima prepoznati braću i sestre, jer kad ih prepoznaju, onda izvjesno drukčije razmišljaju i u crkvi i u privatnosti svoga doma. Susret Inter Ecclesias nastao je nakon Svjetskog susreta mladih u Poljskoj 2016. godine.